# Futsal Club Marcianise
L'Associazione Sportiva Dilettantistica Futsal Club Marcianise è stata una squadra italiana di calcio a 5 con sede a Marcianise.

## Storia
La data di fondazione della società coincide con l'affiliazione alla FIGC, avvenuta il 26 agosto 1998. Il primo presidente del Real Marcianise Calcio a 5, i cui colori sociali erano inizialmente il giallo e il rosso, fu Saverio Russo. Nel primo biennio la squadra infila due promozioni consecutive che la proiettano nel campionato regionale di Serie C1. Nella massima categoria regionale il Real Marcianise si piazza a metà classifica ma raggiunge la semifinale della Coppa Italia regionale. Nella stagione 2001-02 la presidenza è assunta da Carlo Sparaco che dispone il cambio dei colori sociali a bianco e azzurro. Il campionato della prima squadra si conclude in quinta posizione, che garantisce l'accesso ai play-off; la formazione juniores centra invece il primo posto nel campionato regionale. La stagione seguente la squadra centra tutti gli obiettivi possibili: la prima squadra vince il campionato di Serie C1 con tre giornate d'anticipo, vincendo inoltre la Coppa Italia regionale e imponendosi pure nella fase nazionale della manifestazione; inoltre, la formazione Under-18 si laurea campione provinciale. Durante l'estate avviene il cambio di denominazione: da Real Marcianise a Futsal Club Marcianise. Al debutto nei campionati nazionali, il Marcianise vince a sorpresa il girone F di Serie B ottenendo la promozione diretta in Serie A2. In questa categoria i biancazzurri ci rimangono una sola stagione, vincendo nuovamente il campionato e approdando nella massima serie ad appena 7 anni dalla fondazione della squadra. L'esperienza nella massima serie inizia positivamente: la squadra chiude il girone di andata nelle prime otto posizioni guadagnando l'accesso alla Coppa Italia; nella prosieguo della stagione emergono tuttavia alcune difficoltà. La sostituzione dell'allenatore determina una flessione nei risultati che precipita i campani nella zona play-out. Con grande orgoglio la squadra riesce ad aggiudicarsi la salvezza avendo la meglio sul Pescara.

## Cronistoria
| Cronistoria del Futsal Club Marcianise |
| --- |
| - 1998 · Fondazione del Real Marcianise C5. - 1998-99 · ? nel girone ? di Serie D Campania. Promossa in Serie C2. Quarti di finale di Coppa Campania di Serie D. - 1999-00 · ? nel girone ? di Serie C2 Campania. Promossa in Serie C1. Quarti di finale di Coppa Campania di Serie C2. - 2000-01 · ? in Serie C1 Campania. Semifinalista di Coppa Italia regionale. - 2001-02 · 5ª in Serie C1 Campania. Quarti di finale di Coppa Italia regionale. - 2002-03 · 1ª in Serie C1 Campania. Promossa in Serie B. Vince la Coppa Italia regionale (1º titolo). Vince la fase nazionale di Coppa Italia regionale (1º titolo). - 2003 · Assume la denominazione Futsal Club Marcianise. - 2003-04 · 1ª nel girone F di Serie B. Promossa in Serie A2. 1ª fase di Coppa Italia di Serie B. - 2004-05 · 1ª nel girone B di Serie A2. Promossa in Serie A. 1ª fase di Coppa Italia di Serie A2. - 2005-06 · 12ª in Serie A. Vince lo spareggio promozione-salvezza. Quarti di finale di Coppa Italia. - 2006-07 · 13ª in Serie A. Retrocessa in Serie A2. - 2007-08 · 11ª nel girone B di Serie A2. Vince i play-out. - 2008-09 · 11ª nel girone B di Serie A2. Retrocessa in Serie B. Sconfitta ai play-out. - 2009 · Fusione con il Marigliano e nascita del Marigliano-Marcianise. |

## Società

### Organigramma societario
- Carlo Sparaco - Presidente
- Giovanni Sparaco - Vicepresidente
- Arturo Iovine - Segretario, Team manger
- Nicola Cuccaro - Direttore generale
- Roberto Trombetta - Resp. area tecnica
- Marcelo Batista - Direttore sportivo
- Giovanni Gigliofiorito - Dirigente accompagnatore
- Gaetano Gigliano - Addetto stampa

## Statistiche e record

### Partecipazioni ai campionati
| Livello | Categoria | Partecipazioni | Debutto   | Ultima stagione |
| ------- | --------- | -------------- | --------- | --------------- |
| 1°      | Serie A   | 2              | 2005-2006 | 2006-2007       |
| 2°      | Serie A2  | 3              | 2004-2005 | 2008-2009       |
| 3º      | Serie B   | 1              | 2003-2004 | 2003-2004       |
| 4º      | Serie C1  | 3              | 2000-2001 | 2002-2003       |
| 5º      | Serie C2  | 1              | 1999-2000 | 1999-2000       |
| 6º      | Serie D   | 1              | 1998-1999 | 1998-1999       |

## Palmarès
- Campionato di Serie A2: 1

2004-05
- Campionato di Serie B: 1

2003-04
- Coppa Italia di Serie C: 1

2002-03